# Pull-Back
Als Pull-Back (englisch zurückziehen) werden Maßnahmen bezeichnet, die Migranten an der Ausreise aus ihrem Heimatland hindern bzw. sie nach Ausreise ohne vorheriges Asylverfahren umgehend wieder in ihre Herkunftsländer rückverbringen. Beim sogenannten Pushback werden Migranten hingegen lediglich von den Grenzen ihres Zielandes zurückgedrängt.
Pull-Backs kommen beispielsweise an der türkisch-bulgarischen Grenze vor, wenn die türkische Grenzpolizei Personen davon abhält, von der Türkei nach Bulgarien zu gelangen. Diese haben sich besonders seit dem Putschversuch 2016 verstärkt. Am 24. Mai 2023 hielten türkische Behörden über 100 Personen der Ahmadiyya Minderheit unter Gewaltanwendung zurück, die von der Türkei den Grenzübergang Grenzübergang Kapitan Andreewo-Kapıkule überqueren wollten, um in Bulgarien Asyl zu beantragen. Die Gruppe wurde anschließend in Haft genommen.
Auch die libysche Küstenwache führt Pull-Backs durch, in dem sie Personen, die zum Beispiel nach Italien wollen, auf dem offenen Meer abfängt und dann wieder zurück auf das libysche Festland bringt. Diese Praktik führe laut Amnesty International dazu, dass für Flüchtlinge die Fluchtrouten noch gefährlicher würden.
Die Parlamentarische Versammlung des Europarates hält einen Mitgliedstaat, der eine Pull-Back-Aktion anfordert, unter bestimmten Umständen für Verstöße gegen das Recht auf Asyl oder andere Menschenrechte verantwortlich – und zwar in „Fällen, in denen ein klarer Zusammenhang zwischen einer solchen bilateralen Zusammenarbeit, dem fehlenden Zugang zu Asyl und anderen Menschenrechtsverletzungen besteht“. Die Versammlung forderte alle EU-Mitgliedstaaten nachdrücklich auf „von Push-Back-Aktionen oder Absprachen über Pull-Back-Aktionen an ihren Außen- oder Binnengrenzen abzusehen“ und „den an ihrer Grenze ankommenden Asylsuchenden, Flüchtlingen und Migranten einen angemessenen Schutz zu gewähren und somit von jeglichen Push-Backs abzusehen, unabhängige Überwachungen zuzulassen und sämtliche mutmaßlichen Push-Backs eingehend zu untersuchen“.
Der Wissenschaftliche Dienst des Deutschen Bundestags wies in einer Ausarbeitung von 2020 auf eine weitere Problematik hin: „Durch die Mitwirkung an pull-back-Operationen können sich private Seenotretter und Handelsschiffkapitäne möglicherweise wegen „Aussetzung“ nach § 221 strafbar machen“. Er forderte den Gesetzgeber in Deutschland angesichts einer möglichen rechtlichen Grauzone dazu auf, „den unter deutscher Flagge fahrenden Schiffen größtmögliche Handlungs-und Rechtssicherheit zu verschaffen“.